# Přemyslovice
Přemyslovice – gmina w Czechach, w powiecie Prościejów, w kraju ołomunieckim. Według danych z dnia 1 stycznia 2012 liczyła 1289 mieszkańców.
Dzieli się na dwie części:
- Přemyslovice
- Štarnov